# Martinac (Csázma)
Martinac falu Horvátországban Belovár-Bilogora megyében. Közigazgatásilag Csázmához tartozik.

## Fekvése
Belovártól légvonalban 19, közúton 28 km-re délnyugatra, községközpontjától légvonalban 9, közúton 13 km-re keletre, a Monoszlói-hegység északi lejtőin fekszik. A falu belterülete melletti szántóföldeket nyugatról, keletről és délről is nagy kiterjedésű erdők határolják.

## Története
A község legősibb települése, melynek templomát már 1091-ben, Álmos herceg uralkodása idején „Sanctus Martinus” néven említik. A falut magát 1232-ben és 1277-ben is említik az írásos források. 1334-ben Ivan gorai főesperes „ecclesia sancti Martini” néven említi Szent Mártonnak szentelt plébániatemplomát. A falu a nevét is Szent Márton tiszteletére szentelt templomáról kapta. 1517-ben „Zenth Marton” néven szerepel. A 16. században a török elpusztította, akkori lakossága Ivanics környékére menekült. 
A falu a török kiűzése után a 17. században, 1687 és 1692 között települt újra horvát katolikus lakossággal. 1774-ben az első katonai felmérés térképén „Dorf Martinecz” néven szerepel. A Horvát határőrvidék részeként a Kőrösi ezredhez tartozott. Lipszky János 1808-ban Budán kiadott repertóriumában „Martinecz” a neve.  
Nagy Lajos 1829-ben kiadott művében ugyancsak „Martinecz” néven 56 házzal, 296 katolikus vallású lakossal találjuk. A település 1809 és 1813 között francia uralom alatt állt. 
A katonai közigazgatás megszüntetése után Magyar Királyságon belül Horvátország része, Belovár-Kőrös vármegye Csázmai járásának része lett. A településnek 1857-ben 258, 1910-ben 383 lakosa volt. Az 1918-as spanyolnátha járvány 35 halálos áldozatot követelt a településen. 1918-ban az új szerb-horvát-szlovén állam, majd később Jugoszlávia része lett. A település elemi iskolája 1929-ben nyílt meg és 1981-ig működött. 1936 és 1941 között gazdaszövetkezet működött a faluban. Tűzoltószerházát 1936-ban építették. 1941 és 1945 között a németbarát Független Horvát Államhoz, majd a háború után a szocialista Jugoszláviához tartozott. A háború után a fiatalok elvándorlása miatt lakossága folyamatosan csökkent. A faluba 1958-ban vezették be az elektromos áramot, a Csázmáról ide vezető aszfaltos utat 1957 és 1972 között építették. 1991-től a független Horvátország része. 1991-ben teljes lakossága horvát volt. A délszláv háború idején mindvégig horvát kézen maradt. 2011-ben 73 lakosa volt, akik főként mezőgazdaságból éltek.

## Lakossága
| Lakosság változása | Lakosság változása | Lakosság változása | Lakosság változása | Lakosság változása | Lakosság változása | Lakosság változása | Lakosság változása | Lakosság változása | Lakosság változása | Lakosság változása | Lakosság változása | Lakosság változása | Lakosság változása | Lakosság változása | Lakosság változása |
| ------------------ | ------------------ | ------------------ | ------------------ | ------------------ | ------------------ | ------------------ | ------------------ | ------------------ | ------------------ | ------------------ | ------------------ | ------------------ | ------------------ | ------------------ | ------------------ |
| 1857               | 1869               | 1880               | 1890               | 1900               | 1910               | 1921               | 1931               | 1948               | 1953               | 1961               | 1971               | 1981               | 1991               | 2001               | 2011               |
| 258                | 222                | 210                | 257                | 341                | 383                | 408                | 544                | 518                | 507                | 421                | 283                | 219                | 139                | 114                | 73                 |

## Nevezetességei
Szent Márton tiszteletére szentelt római katolikus temploma a falu központjában áll. Amint azt keleti tájolása is mutatja a templom középkori eredetű, már a 11. században is említik. A középkori templomot a török elpusztította, de a horvát lakosság visszatelepítése után a régi helyén újjáépítették. Egyhajós épület sokszögzáródású szentéllyel, a nyugati homlokzat előtti zömök harangtoronnyal, melyet alacsony, kacsú toronysisakkal fedtek. A harangtorony érdekességei a biforámás ablakok és a négy oldalán kiképezett kis, kereszttel díszített oromzatok.